# Planigale
Planigale és un gènere de petits marsupials carnívors d'Austràlia i Nova Guinea. És l'únic gènere de la tribu Planigalini de la subfamília dels esmintopsins. N'hi ha cinc espècies:
- Ratolí marsupial de Giles, Planigale gilesi
- Ratolí marsupial d'Ingram, Planigale ingrami
- P. kendricki
- Ratolí marsupial pigmeu, Planigale maculata
- Ratolí marsupial papú, Planigale novaeguineae
- P. tealei
- Ratolí marsupial de musell estret, Planigale tenuirostris